# هجوم غرب نينوى (2017)
بداءت عمليات تحرير غرب نينوى عام 2017، الذي أُطلق عليه اسم "عملية محمد رسول الله"، من قبل قوات الحشد الشعبي العراقية ضد تنظيم الدولة الإسلامية (داعش) في محافظة نينوى الغربية شمال العراق في أواخر أبريل 2017. 

## الهجوم

### التوجه نحو الجنوب الغربي
الحشد الشعبي شنت هجومها ضد داعش في 25 أبريل، على بعد نحو 100 كيلومتر جنوب غرب الموصل. كما أطلقت الحشد الشعبي عملية لتطهير بلدة الحضر والقرى المحيطة بها من قوات داعش، واستولت على ثلاث قرى. بحلول نهاية اليوم الأول، كانت قد سيطرت على 12 قرية في المنطقة. 
أعلنت قوات الحشد الشعبي بعد ظهر يوم 26 أبريل أنها قد استولت على مشارف مدينة الحضر القديمة. كما صرحت بأنها تقدمت إلى أطراف البلدة الحديثة القريبة. المدينة ذات أهمية استراتيجية أيضاً لأنها تتحكم في الوصول إلى محافظات نينوى وصلاح الدين والأنبار. بحلول اليوم الثالث من الهجوم، كانت قوات الحشد الشعبي قد سيطرت على 17 قرية. كما استولت على ثلاث قرى أخرى في المنطقة خلال اليوم وقرية أخرى مع مقبرة. سيطرة على البلدة الحديثة القريبة الحضر في 27 مايو. هذا التقدم قطع عدة مسارات صحراوية كانت تستخدمها داعش للتنقل بين العراق وسوريا.
بعد ثلاثة أيام، تقدمت قوات الحشد الشعبي خارج بلدة الحضر في ثلاثة اتجاهات شمال غرب البلدة، واستولت على خمس قرى أخرى. في هذه الأثناء، أعلنت استخبارات الحشد الشعبي أن العملية في الحضر كانت مفاجئة وسريعة، مما وضع تنظيم داعش في وضع حرج في منطقة البعاج المجاورة. بدأ بعض السكان بالعودة إلى قراهم بعد أن قامت قوات الحشد الشعبي بتطهير المباني من الألغام.

### التقدم نحو الغرب

#### التقدم إلى القيروان
في 12 مايو، أطلقت قوات الحشد الشعبي المرحلة الثانية من هجومها، بعملية على بعد 100 كيلومتر غرب الموصل. كان الهدف تأمين بلدتي القيروان والبعاج ودفع مسلحي داعش نحو الحدود مع سوريا. الهجوم كان مدعوماً بطائرات الهليكوبتر التابعة للقوات الجوية العراقية. أعلنت قوات الحشد الشعبي لاحقاً أنها قد استولت على أربع قرى بينما اشتبكت في قريتين أخريين. كما أعلنت لاحقاً أنها قد استولت على 21 قرية حول القيروان، وقتلت 77 مسلحاً ودمرت 15 سيارة مفخخة.
في 13 مايو، أعلنت قوات الحشد الشعبي أنها استولت على أربع قرى وحاصرت واحدة أخرى، كما سيطرت على الطريق بين سنجار والقيروان. صرحت قيادة العمليات المشتركة خلال اليوم أنها سيطرت على 11 قرية حول القيروان. حاصرت القوات شبه العسكرية البلدة من ثلاث جهات وقطعت الطرق الرئيسية بينها وبين تلعفر وسنجار. كما أفادت أن طائرة هليكوبتر تابعة للقوات الجوية العراقية قد أسقطت بعد تعرضها لإطلاق نار من داعش أثناء دعمها لقوات الحشد الشعبي في السيطرة على القرى الواقعة في الصحراء غرب الموصل.  
أعلنت قوات الحشد الشعبي في 14 مايو أنها قد استولت على قريتي خيلو وتل القصب بالقرب من القيروان، بالإضافة إلى محاصرة قرية أخرى. وأضاف البيان أن القوات شبه العسكرية كانت تستمر في محاصرة القيروان من ثلاث جهات، وقد قتلت 23 مسلحًا ودمرت أربع سيارات مفخخة. صرحت قيادة العمليات المشتركة أن المقاتلات العراقية قد نفذت ضربة جوية على قرية بالقرب من تلعفر، مما أسفر عن مقتل 13 مسلحًا وتدمير ثلاث مركبات تحمل قاذفات صواريخ. في هذه الأثناء، أعلنت قوات الحشد الشعبي أنها استولت على ثماني قرى شمال وجنوب منطقة القيروان كجزء من عمليتها لطرد المسلحين من المناطق القريبة من الحدود العراقية السورية، وقتلت 39 منهم في الاشتباكات.  
صرح الجيش العراقي في 16 مايو أن قوات الحشد الشعبي استولت على ثلاث قرى شمال وجنوب القيروان بالإضافة إلى اشتباكات في قرية أخرى. بحلول 17 مايو، تحقيق 70% من أهداف الحشد الشعبي الأولية كجزء من تقدمهم غرب الموصل بعد السيطرة أو محاصرة أكثر من 30 قرية. قالت قوات الحشد الشعبي إنها قطعت الطريق الرابط بين تل القصب والقيروان، والذي يعتبر الطريق الرئيسي لإمدادات داعش شمال القيروان. كما أن اللواء الأول من الحشد صد هجومًا من داعش أسفر عن مقتل أربعة من المهاجمين، وأعلن أن 70% من المرحلة الأولى من عمليات تطهير منطقة القيروان قد اكتملت.   
في 18 مايو، استولت قوات الحشد الشعبي على قاعدة سهل سنجار الجوية، والتي صرح كريم النوري من منظمة بدر بأنها ستُستخدم كقاعدة للحشد الشعبي والقوات الجوية العراقية لملاحقة المسلحين عبر الصحراء مع سوريا. صرح الجيش العراقي أن القوات شبه العسكرية قد استولت أيضاً على ثماني قرى بالقرب من القيروان، وقتلت 54 من مقاتلي داعش بالإضافة إلى تدمير مقر للجماعة. صرح اللواء نجم الجبوري أن القوات العراقية ستستهدف بلدة تلعفر بعد استعادة الموصل، بينما يقول المسؤولون إن 750 مقاتلاً ما زالوا في البلدة. شن المسلحون عدة هجمات على نقاط تفتيش الحشد الشعبي في 20 مايو في قرية الدهيلة، غرب الموصل، مما أسفر عن مقتل سبعة من أفراد الحشد وإصابة آخرين.    
في 21 مايو، أعلنت قوات الحشد الشعبي أنها استولت على 7 قرى، منها أربع قرى جنوب القيروان، تل القصب، وقريتان شمال القيروان، كما قطعت طريق إمداد داعش بين قريتي الحاتمية وتل القصب. صرحت خلية الإعلام الحربي في 22 مايو أن 11 مسلحًا، بينهم اثنان من العرب، قد قُتلوا و تدمير مكتب ما يُسمى الحسبة في ضربة جوية على بلدة البعاج. 
بعد "عملية سريعة في الليل"، استولت قوات الحشد الشعبي على البلدة الاستراتيجية القيروان وعدد من القرى في 23 مايو. صرحت القوات العسكرية أنها قد استولت أيضاً على جميع القرى المحيطة بها. أنهت الجماعات شبه العسكرية المرحلة الأولى من هجومها لتأمين الحدود مع سوريا وقطع طرق الإمداد بين الموصل والرقة. أسفر القتال عن مقتل 13 مقاتلاً من الحشد الشعبي وإصابة تسعة آخرين. كما قُتل 41 مسلحًا آخر في الاشتباكات.  

#### التقدم نحو البعاج
في 24 مايو، أطلقت قوات الحشد الشعبي المرحلة الثانية من الهجوم التي أُطلق عليها اسم "شهداء سنجار". بحلول اليوم التالي، استولت القوات على كوجو، القرية الأصلية لناجية مراد، وسلمتها إلى القوات اليزيدية المحلية. في اليوم التالي، بدأ مقاتلو الحشد الشعبي هجوماً للسيطرة على البعاج، حيث استولوا على أربع قرى وطريق استراتيجي غرب القيروان. بحلول نهاية اليوم، زاد عدد القرى التي استولى عليها الحشد الشعبي إلى 9. وورد أن مقرات داعش تعرضت للهجوم في وسط البعاج، غرب نينوى، وإبلاغ عن مقتل أمير من تنظيم داعش، وفقاً لمصادر محلية.   
قالت خلية الإعلام الحربي في 26 مايو إن ضربة جوية شنتها المقاتلات العراقية دعماً لقوات الحشد الشعبي أسفرت عن مقتل 46 مسلحًا وتدمير أربع مركبات، اثنتان منها مفخخة، في منطقتي البعاج والقيروان. استهدفت الطائرات الحربية العراقية مواقع داعش في البعاج والقيروان في اليوم التالي، غرب الموصل وعلى مقربة من الحدود السورية، مما أسفر عن مقتل 29 مسلحًا. أعلنت قوات الحشد الشعبي في 28 مايو أنها قد استعادت بلدة القحطانية، الواقعة غرب القيروان. وأضافت أن 19 من مقاتلي داعش قُتلوا في الاشتباكات خلال اليوم.  
أعلنت قوات الحشد الشعبي أنها قد وصلت إلى الحدود العراقية السورية بينما كانت تطرد داعش من الأراضي شمال البعاج. وأضاف البيان أن الوحدات شبه العسكرية قد قتلت 21 مسلحًا بالإضافة إلى تدمير أربعة من مقراتهم في قريتين.  
في 2 يونيو، قتلت قوات الحشد الشعبي ستة أعضاء من قوات داعش الخاصة، بما في ذلك حسن قناص الزبيدي، قائد كبير، في قرية متلاط العربة قرب الحدود السورية. في 3 يونيو، أعلنت القوات عن السيطرة على مناطق بالقرب من الحدود العراقية السورية، بما في ذلك مجمع الرسالة السكني جنوب البعاج. في 4 يونيو، استولت أكثر من 500 مقاتل من الحشد الشعبي على البعاج، وهي بلدة تعتبر معقلاً لداعش بالقرب من الحدود السورية، مع 12 قرية محيطة بها، مما أسفر عن مقتل 33 مسلحًا على الأقل، وفقًا لضابط شرطة عراقي. كما أعلنت قوات الحشد الشعبي أنها قد استولت على 12 قرية مجاورة، وقتلت 37 مسلحًا.    

### عمليات ما بعد البعاج
في 5 يونيو، قالت منظمة بدر إنها استولت على تسع قرى شمال غرب البعاج، مما أسفر عن مقتل أكثر من 45 من أعضاء داعش، بما في ذلك انتحاريون كانوا يستقلون سيارات مفخخة. وفقًا لضابط عراقي، قتل شكر العفري، أحد كبار أعضاء داعش، وأربعة آخرين (بما في ذلك قائد منطقة معين) في غارات جوية للتحالف في تلعفر في 6 يونيو.  
استولى الجيش العراقي على ست قرى في 10 يونيو خلال عمليات نحو المحلبية. في اليوم التالي، تقدمت الفرقة الخامسة عشرة من الجيش العراقي نحو المحلبية في 11 يونيو، حيث استولت على خمس قرى خلال اليوم. في وقت سابق، كانت قوات الحشد الشعبي قد تقدمت إلى المنطقة، لكنها تجنبت دخول مدينتي تلعفر والمحلبية. قُتل العشرات من المسلحين مع تدمير الضربات الجوية العراقية لمواقع المسلحين في تلعفر في 14 يونيو. 
أعلنت قيادة العمليات المشتركة في 15 يونيو أن قوات الحشد الشعبي قد استولت على أربع قرى شمال المحلبية، بالإضافة إلى مجمع مانصورية الصناعي القريب ومنشأة المياه. كما أعلنت خلية الإعلام الحربي في 21 مايو أن الضربات الجوية في المحلبية وبلدة تلعفر قتلت 12 مسلحًا ودمرت مركبتين مفخختين وأسلحة. وفقًا لمصدر محلي، قتل أبو عبد الله الحلبي، مساعد رئيس ما يسمى "اللجنة الأمنية" لداعش، في وسط تلعفر في 26 يونيو.  
قتل أبو حفصة، المسؤول عن طائرات الدرون التابعة لداعش في تلعفر، مع عدد من رفاقه، بعد أن ضربت ضربة جوية ملاذًا سريًا للجماعة في أطراف تلعفر، والذي كان يُستخدم لإطلاق الطائرات المسيرة، وذلك في 27 يونيو، وفقًا لمصدر محلي. في هذه الأثناء، قال الضابط في الجيش العراقي جبار حسن إن الفرقة الخامسة عشرة قد استولت على ست قرى خارج تلعفر. 

## النتائج
أعلن المتحدث باسم جهاز مكافحة الإرهاب العراقي في 30 يونيو 2017 أن هناك خططًا معدة للاستيلاء على تلعفر وكذلك الحويجة، وأن الجهاز سيكون جاهزًا للمشاركة في المعركة للاستيلاء عليهما. وفي 2 يونيو 2017، أخبر رئيس أركان وزارة البيشمركة جبار ياور قناة روداو أن الحكومة العراقية تخطط لتقدم العمليات العسكرية نحو تلعفر ومحافظة الأنبار، مع تأجيل الهجوم على الحويجة. 
وفقًا لبيان صادر في 4 يوليو عن نور الدين قبلا، نائب رئيس مجلس محافظة نينوى، أفيد بأن 200 تركماني قد احتجازهم وقتلهم على يد المسلحين في تلعفر قبل شهرين، بينما كانوا يحاولون الفرار إلى الأراضي الخاضعة لسيطرة العراق. بالإضافة إلى ذلك، أفاد مصدر محلي بأن آخر قائد محلي في المدينة قد إعدامه على يد مسلحين غير عراقيين. في الوقت نفسه، أفيد في 8 يوليو بمقتل اثني عشر مسلحًا في تلعفر في ثلاث غارات جوية متتالية، بما في ذلك مسؤول قضائي رفيع المستوى، وفقًا لمصادر محلية، بينما ذكر أحمد الشمري من قيادة عمليات نينوى أن المجموعة قد أعدمت 10 أعضاء حاولوا الفرار.
في 29 يوليو، قال رئيس وزراء العراق حيدر العبادي إن الحكومة العراقية وضعت خطة لاستعادة تلعفر، حيث قال: "لقد وضعت خطة لتحرير تلعفر بمشاركة جميع أنواع الأجهزة الأمنية، بالإضافة إلى الحشد الشعبي والعشائر." وأثار مشاركة الحشد الشعبي قلق تركيا التي لا ترغب في أن تؤدي الحملة إلى تغيير التركيبة السكانية للمنطقة. في 1 أغسطس، صرح المكتب الإعلامي لقوات الحشد الشعبي بأنها قد استولت على سبعة عشر قرية جنوب تلعفر. في 20 أغسطس، شنت القوات العراقية هجومًا لاستعادة تلعفر.  